# Политический статус Тайваня

Споры о политическом статусе Тайваня, иногда называемые Тайваньским вопросом или проблемой Тайваньского пролива, или, с тайваньской точки зрения, материковым вопросом, являются результатом гражданской войны в Китае и последующего раскола Китая на два нынешних государства: современные самоуправляющиеся образования Китайской Народной Республики (КНР; более известный как «Китай», или иногда как материковый Китай) и Китайской Республики (КР; обычно более известный как «Тайвань»).
Вопрос зависит от того, должны ли китайские острова Тайвань, Пэнху, Цзиньмэнь и Мацзу оставаться территорией Китайской республики в качестве фактически отдельной самоуправляющейся единицы; стать частью КНР при существующем коммунистическом правительстве; преобразовать Китайскую республику в новую «Республику Тайвань»; объединиться с материком под властью Китайской Республики (после роспуска правительства КНР); или слиться с материком в рамках недавно сформированного альтернативного (федерального) правительства (например, Федеративной Республики Китая или Соединенных Штатов Китая).
Этот спор также касается того, является ли существование и правовой статус суверенного государства как Китайской Республики, так и Китайской Народной Республики законным с точки зрения международного права.
Тайвань, Пэнху, Цзиньмэнь и Мацзу и некоторые другие второстепенные острова фактически составляют юрисдикцию государства с официальным названием Китайской Республики (КР), но обычно известного как «Тайвань». Китайская республика, взявшая под свой контроль Тайвань (включая Пэнху и другие близлежащие острова) в 1945 году, управляла материковым Китаем и претендовала на суверенитет над Внешней Монголией (ныне Монголия) и Танну Урянхай (частью которой является современная Тува, Россия), прежде чем потерпеть поражение в китайской Гражданской войне с Коммунистической партией Китая (КПК) и перенос её правительства и столицы из Нанкина в Тайбэй в качестве временной столицы в декабре 1949 года. КПК установила новое правительство на материке как Китайская Народная Республика (КНР) в октябре 1949 г.
По условиям Сан-Францисского мирного договора подписанного 8 сентября 1951 года, Япония признавала утрату своего суверенитета над Тайванем, Пескадорскими островами и Парасельскими островами. Ни Китайская Республика (Тайвань), ни Китайская Народная Республика не были приглашены на мирную конференцию в Сан-Франциско и не были участниками Сан-Францисского договора.
25 октября 1971 года право представительства государства «Китай» в ООН перешло от Китайской Республики к КНР (Резолюция Генеральной Ассамблеи ООН 2758), большинство суверенных государств переключили свое дипломатическое признание на КНР, признав КНР как представителя всего Китая, хотя большинство стран избегают разъяснений, какие территории подразумеваются под "Китаем", чтобы ассоциироваться как с КНР, так и с Китайской республикой.
В следующие десятилетия количество стран, официально признающих Китайскую Республику и поддерживающих с ней дипломатические отношения постепенно уменьшалось. После прекращения дипломатических отношений с Науру в январе 2024 года Китайская Республика поддерживала официальные дипломатические отношения с 11 странами-членами ООН и Святым Престолом, хотя неформальные отношения поддерживаются почти со всеми остальными. Агентства иностранных правительств, такие как Американский институт на Тайване, действуют как де-факто посольства своих стран на Тайване, а Тайвань имеет аналогичные де-факто посольства и консульства в большинстве стран под такими названиями, как «Тайбэйское представительство» (TRO) или «Тайбэйский экономико-культурный (представительский) офис» (TECO). В определённых контекстах Тайвань также называют Китайским Тайбэем.
Правительство Китайской Республики в прошлом активно отстаивало свои претензии в качестве единственного законного правительства над материковым Китаем и Тайванем. Эта позиция начала меняться в начале 1990-х годов, когда была введена демократия и были избраны новые тайваньские лидеры. Согласно новой позиции, правительство Китайской Республики не оспаривает активно легитимность правления КНР над материковым Китаем. И КНР, и Китайская республика осуществляют отношения через пролив через специализированные агентства (такие как Совет по делам материковой части Китайской Республики), а не через министерства иностранных дел. У разных групп разные представления о нынешней формальной политической ситуации на Тайване. (См. также: Воссоединение Китая, Движение за независимость Тайваня)
Кроме того, ситуация может сбивать с толку из-за разных сторон и усилий многих групп по разрешению разногласий с помощью политики преднамеренной двусмысленности. Политическое решение, которое принимают многие из нынешних групп, — это перспектива статус-кво: неофициально относиться к Тайваню как к государству и, как минимум, официально заявить об отсутствии поддержки правительства этого государства, сделавшего официальное заявление о независимости. Из чего будет состоять официальная декларация независимости, не ясно и может сбивать с толку, учитывая тот факт, что Китайская Народная Республика никогда не контролировала Тайвань, а Китайская Республика всё ещё существует, хотя и в меньшем масштабе.
Статус-кво принимается в значительной степени потому, что он не определяет юридический или будущий статус Тайваня, оставляя каждой группе возможность интерпретировать ситуацию так, чтобы она была политически приемлемой для её членов. В то же время политика статус-кво критиковалась как опасная именно потому, что разные стороны по-разному интерпретируют статус-кво, что ведёт к возможности войны из-за балансирования на грани войны или просчётов. КНР стремится положить конец де-факто независимости Тайваня путём воссоединения. Если Тайвань откажется от этого процесса, КНР готова применить силу военным путём для достижения объединения.